# Jüdische Allgemeine
Die Jüdische Allgemeine ist das auflagenstärkste Periodikum des deutschen Judentums. Als „Wochenzeitung für Politik, Kultur, Religion und jüdisches Leben“ – so ihr Untertitel – sieht sich die Jüdische Allgemeine in der publizistischen Tradition der großen liberalen Blätter des 19. und 20. Jahrhunderts und insbesondere der Allgemeinen Zeitung des Judenthums, die 1837 gegründet wurde, 1922 in der Publikation CV-Zeitung des Centralvereins deutscher Staatsbürger jüdischen Glaubens aufging und am 3. November 1938 eingestellt werden musste.

## Geschichte
Gegründet wurde die Zeitung 1946 als Jüdisches Gemeindeblatt für die Nord-Rheinprovinz und Westfalen mit Sitz in Düsseldorf. Verleger Hans Frey hatte Anfang 1946 die Lizenz Nr. 50 der britischen Militärregierung erhalten. Der Titel wechselte mehrmals. Schon im ersten Jahr, als Frey an den neuen Lizenzträger Karl Marx übergab, wurde die Zeitung umbenannt in Jüdisches Gemeindeblatt für die Britische Zone, bald ergänzt um den Untertitel Die Zeitung der Juden in Deutschland. 1949 wurde daraus Allgemeine Wochenzeitung der Juden in Deutschland, 1966 Allgemeine unabhängige jüdische Wochenzeitung. Die Zeitung hieß ab 1973 Allgemeine Jüdische Wochenzeitung, ab 2002 Jüdische Allgemeine.
Die Auflage stieg in den ersten vier Jahren nach der Gründung von 1.500 auf 22.000 Exemplare. Der Historiker Michael Brenner urteilt, Marx’ Zeitung „galt als Gradmesser für die Neugründung jüdischen Lebens im Nachkriegsdeutschland.“
Die Redaktion zog 1985 nach Bonn, im Jahr 1999 nach Berlin. Dort befinden sich Verlag und Redaktion in unmittelbarer Nachbarschaft zum Leo-Baeck-Haus, dem Sitz des Zentralrats der Juden in Deutschland.
Die Jüdische Allgemeine erhielt einen European Newspaper Award im März 2003 für die Typografie der Zeitung und im November 2009 in der Kategorie „Titelseite Wochenzeitung“. Im Zuge antisemitischer Vorfälle während des Krieges in Israel und Gaza 2023 versendet die Redaktion auf Bitte der Israelitischen Kultusgemeinde München und Oberbayern die Zeitung aus Sicherheitsgründen nur noch in neutralem Umschlag.

## Herausgeber und Redaktion
Herausgeber der Jüdischen Allgemeinen ist der Zentralrat der Juden in Deutschland. Er finanziert sie etwa zu einem Drittel, je ein weiteres Drittel tragen Anzeigen und Abonnements bei. Der Rückgang der Anzeigenerlöse in den vergangenen Jahren führte dabei zu einer immer stärkeren Rolle des Zentralrats. Von 2000 bis 2003 war Michel Friedman stellvertretender Vorsitzender des Zentralrats der Juden in Deutschland und übernahm in dieser Zeit die Rolle des Herausgebers der Wochenzeitung.
Die Redaktion der Jüdischen Allgemeinen in Deutschland umfasste 2010 sieben Redakteure und zwei Pauschalisten, dazu Korrespondenten in Israel, den USA sowie freie Mitarbeiter in vielen anderen Ländern.
Zum 30. September 2011 trennte sich Christian Böhme, Chefredakteur seit 2005, einvernehmlich von der Zeitung. Als Grund nannte der Zentralrat in einer Pressemitteilung unterschiedliche Meinungen über die Eingliederung der jüdischen Wochenzeitung in die Strukturen des Zentralrats. Mitarbeiter befürchteten, die Jüdische Allgemeine könnte durch die geplante konzeptionelle Neuausrichtung zur „Verbandspostille“ werden. Nachfolger wurde Detlef David Kauschke, 2023 löste ihn Philipp Peyman Engel ab.

## Auflage
Die Jüdische Allgemeine wird über Kioske und Abonnements vertrieben. Konkurrenz hatte die Wochenzeitung in den Jahren von 2002 bis 2014 sowohl von dem explizit Zentralrats-kritischen Monatsblatt Jüdische Zeitung als auch von dessen russischsprachiger Schwesterpublikation Jewreiskaja gaseta (russisch Еврейская газета). Dadurch hat sie von 2002 bis 2006 erheblich an Auflage eingebüßt. Seit April 2021 wird die Auflage nicht mehr gemeldet.

## Online-Angebot
Seit Herbst 2003 betreibt die Zeitung eine Website. Nach einem Neustart der Druck-Ausgabe und der Website im Frühjahr 2010 sind auf der Website zusätzlich zur gedruckten wöchentlichen Ausgabe tagesaktuelle Texte zu lesen. Für die Nutzer von Smartphones steht auch eine mobile Version der Website zur Verfügung. Die Online-Angebote der Jüdischen Allgemeine nutzen etwa 310.000 Unique User pro Monat bzw. die Website erzielt rund 634.000 Seitenaufrufe monatlich (Durchschnitt Dezember 2019).
Nach dem Terrorangriff der Hamas auf Israel 2023 berichtete die Jüdische Allgemeine zum ersten Mal am Schabbat, die Auflage erhöhte sich um zehn Prozent, die Online-Reichweite verdreifachte sich.